# Vojnić
Vojnić  è un comune della Croazia di 6 035 abitanti della regione di Karlovac.